# 한일청구권협정
한일청구권 협정(韓日請求權協定)은 한일 기본 조약이 체결됨에 따라 대한민국과 일본 사이에 1965년 체결된 협정이다. 정식 명칭은 대한민국과 일본국간의 재산 및 청구권에 관한 문제의 해결과 경제협력에 관한 협정(Agreement on the Settlement of Problem concerning Property and Claims and the Economic Cooperation between the Republic of Korea and Japan)이다. 이 협정에서 일본은 한국에 대해 조선에 투자한 자본과 일본인의 개별 재산 모두를 포기하고, 3억 달러의 무상 자금과 2억 달러의 차관을 지원하고, 한국은 대일 청구권을 포기하는 것에 합의하였다.

## 쟁점
제2조
1. 양 체약국은 양 체약국 및 그 국민(법인을 포함함)의 재산, 권리 및 이익과 양 체약국 및 그 국민간의 청구권에 관한 문제가 1951년 9월 8일에 샌프런시스코우시에서 서명된 일본국과의 평화조약 제4조 (a)에 규정된 것을 포함하여 완전히 그리고 최종적으로 해결된 것이 된다는 것을 확인한다.
2. 본조의 규정은 다음의 것(본 협정의 서명일까지 각기 체약국이 취한 특별조치의 대상이 된 것을 제외한다)에 영향을 미치는 것이 아니다.
(a) 일방체약국의 국민으로서 1947년 8월 15일부터 본 협정의 서명일까지 사이에 타방체약국에 거주한 일이 있는 사람의 재산, 권리 및 이익
(b) 일방체약국 및 그 국민의 재산, 권리 및 이익으로서 1945년 8월 15일 이후에있어서의 통상의 접촉의 과정에 있어 취득되었고 또는 타방체약국의 관할하에 들어오게 된 것
3. 2의 규정에 따르는 것을 조건으로 하여 일방체약국 및 그 국민의 재산, 권리 및 이익으로서 본 협정의 서명일에 타방체약국의 관할하에 있는 것에 대한 조치와 일방체약국 및 그 국민의 타방체약국 및 그 국민에 대한 모든 청구권으로서 동일자 이전에 발생한 사유에 기인하는 것에 관하여는 어떠한 주장도 할 수 없는 것으로 한다.

— 대한민국과 일본국간의 재산 및 청구권에 관한 문제의 해결과 경제협력에 관한 협정

1991년 야나이 순지 조약국장은 국회에서 한일 청구권 협정에 대하여 "한일 양국이 국가로서 가지고 있는 외교보호권을 상호적으로 포기했다는 것입니다. 따라서 이른바 개인의 청구권 자체를 국내법적 의미에서 소멸시킨 것은 아닙니다"라고 답변하였다. 전후 보상에 대한 소송이 잇다르자 2001년 일본 정부는 "평화조약 제14조(b)에서 말하는 ‘청구권의 포기’라고 하는 것은 일본국 및 일본국민이 연합국국민에 의한 국내법 상의 권리에 기초한 청구에 응할 법률상의 의무가 소멸했다는 것으로서 이를 거절할 수가 있다는 취지를 정한 것으로 해석해야 한다"라고 주장하였고, 2007년 일본 최고재판소는 이러한 일본 정부의 해석을 수용하였다.

本訴請求は，日中戦争の遂行中に生じた中国人労働者の強制連行及び強制労働に 係る安全配慮義務違反等を理由とする損害賠償請求であり，前記事実関係にかんが みて本件被害者らの被った精神的・肉体的な苦痛は極めて大きなものであったと認 められるが，日中共同声明5項に基づく請求権放棄の対象となるといわざるを得 ず，自発的な対応の余地があるとしても，裁判上訴求することは認められないとい うべきである。

본소의 청구는 중일전쟁 수행 중 발생한 중국인 노동자의 강제연행 및 강제노동에 관한 안전배려 의무위반 등을 이유로 하는 손해배상청구이며, 전기의 사실관계에 비추어 본건 피해자들이 입은 정신적·육체적 고통은 매우 컸다고 인정할 수 있으나, 중일공동성명 5항에 따른 청구권 포기의 대상이라고 할 수밖에 없고 설령 자발적인 대응의 여지가 있다고 해도 재판상 소구하는 것은 인정할 수 없다고 해야 한다.— 最高裁2007年4月27日西松建設事件判決

대한민국 대법원은 2013다61381 판결에서 "청구권협정은 일본의 불법적 식민지배에 대한 배상을 청구하기 위한 협상이 아니라 기본적으로 샌프란시스코 조약 제4조에 근거하여 한일 양국 간의 재정적·민사적 채권·채무관계를 정치적 합의에 의하여 해결하기 위한 것이었다고 보인다"며, "따라서 위 (한·일간 재산 및 청구권 협정 요강 8개항 중 제5항) ‘피징용한국인의 미수금, 보상금 및 기타 청구권의 변제청구’에 강제동원 위자료청구권까지 포함된다고 보기는 어렵다"고 해석하였다.

(2) 앞서 본 청구권협정의 체결 경과와 그 전후사정, 특히 아래와 같은 사정들에 의하면, 청구권협정은 일본의 불법적 식민지배에 대한 배상을 청구하기 위한 협상이 아니라 기본적으로 샌프란시스코 조약 제4조에 근거하여 한일 양국 간의 재정적·민사적 채권·채무관계를 정치적 합의에 의하여 해결하기 위한 것이었다고 보인다.
(중략)

② 샌프란시스코 조약이 체결된 이후 곧이어 제1차 한일회담(1952. 2. 15.부터 같은 해 4. 25.까지)이 열렸는데, 그때 한국측이 제시한 8개 항목도 기본적으로 한·일 양국 간의 재정적·민사적 채무관계에 관한 것이었다. 위 8개 항목 중 제5항에 ‘피징용한국 인의 미수금, 보상금 및 기타 청구권의 변제청구’라는 문구가 있지만, 8개 항목의 다른 부분 어디에도 일본 식민지배의 불법성을 전제로 하는 내용은 없으므로, 위 제5항 부분도 일본측의 불법행위를 전제로 하는 것은 아니었다고 보인다. 따라서 위 ‘피징용한국인의 미수금, 보상금 및 기타 청구권의 변제청구’에 강제동원 위자료청구권까지 포함된다고 보기는 어렵다.— 2013다61381

대한민국 대법원의 해석에 대하여 한일 청구권 협정 교섭에 참여한 후쿠다 히로시 전 일본 최고재판소 판사는 "한일청구권협정은 양국 간 그리고 양국 국민 간 청구권 문제에 대해 ‘완전하고 최종적으로 해결되었으며 어떠한 주장도 할 수 없다’라고 규정하고 있다."며 "청구권과 관련해 체약국에서 어떠한 근거를 가지고 청구하더라도 상대국과 국민은 이에 응할 법적 의무가 없다는 것이 당시 조문을 기초한 사람들의 의도였다."고 주장하였다. 또한 그는 "여기서 중요한 것은 한일청구권협정이 전후 처리 등에 있어 배상 청구권 문제의 처리를 국제법상 일반적으로 적용되는 일괄처리협정(lump sum agreement)으로 한 점에 있다."이라고 지적하였다.

## 강제징용 피해자 배상 판결
대한민국 대법원은 강제동원 피해자의 위자료 청구권 행사를 인정하여 2018년 10월 30일 강제징용 피해자인 원고에게 피고 신일철주금이 각각 1억원씩을 배상하도록 한 서울고등법원 판결을 확정하였고, 2019년 1월 9일 대구지방법원 포항지원은 신일철주금의 대한민국 내 자산을 압류하였다.
일본 외무성은 1월 9일 이수훈 주일 대한민국 대사를 불러 대한민국 법원의 신일철주금 자산에 대한 압류 승인에 대해 항의하고, 대한민국 정부에 한일 청구권 협정 제3조에 따른 외교상의 경로에 의한 협의를 요청하였다. 2019년 5월 19일, 일본 정부는 대한민국 정부에 대해, 한일 청구권 협정 제3조의 중재위원회 설치를 요구하였으나, 대한민국 정부는 이를 거부하였다.
대법원이 일본제철 손해배상 판결을 확정한 지 한 달 뒤에 블룸버그와 인터뷰에서, 고노 다로 일본 외무상은 한국을 신용할 수 없는 나라처럼 표현했다. 그는 "국제법에 기초해 한국 정부와 맺은 협정을 한국 대법원이 원하는 아무 때나 뒤집을 수 있다면, 어떤 나라도 한국 정부와 일하는 게 어려울 것이라는 점을 그들(한국)은 알아야 한다"고 말했다.

## 한일 무역 갈등
일본 정부는 대한민국 대법원의 판결에 대한 보복 조치로서 2019년 7월 1일 플루오린 폴리이미드, 포토레지스트, 에칭가스의 대한민국 수출에 대하여 규제를 강화한다는 조치를 발표하였으며, 7월 4일 예고한 대로 수출 규제 조치를 단행하였다. 8월 2일 일본 정부는 대한민국을 수출 화이트리스트에서 제외하는 안건을 국무회의에서 의결하였고, 같은 날, 대한민국 정부도 일본에 대한 대응으로 일본을 수출 우대 국가에서 제외한다고 발표하였다.